# Robert Yergeau
Pour l’article homonyme, voir Yergeau.
Robert Yergeau, né le 25 décembre 1956 à Cowansville et mort le 5 octobre 2011 à Gatineau, est un éditeur, professeur et poète franco-ontarien.

## Biographie
Robert Yergeau fait ses études classiques au Collège de Sherbrooke. Il est diplômé au baccalauréat et en maîtrise en littérature à l'Université de Sherbrooke. Récipiendaire d'une bourse du ministère des Affaires culturelles du Québec en 1981, il s'engage pleinement dans l'écriture. On retrouve ses poèmes dans plusieurs revues littéraires dont La Nouvelle Barre du jour, Moebius et Estuaire.
Il enseigne la création littéraire à l'université de Hearst, puis au Département des lettres françaises de l'université d'Ottawa.
En 1988, il fonde la maison d'édition Le Nordir à Hearst, afin de publier le manuscrit de Roger Bernard de son essai De Québécois à Ontarois. Le Nordir se consacre à la diffusion de la littérature franco-ontarienne.
En poésie, Yergeau publie plusieurs recueils dont L'Oralité de l'émeute (Éditions Naaman, 1981), Prière pour un fantôme (Éditions du Noroît, 1991) ainsi qu'Une clarté minuscule et autres poèmes (Éditions du Noroît, 2013).
Comme essayiste, il fait paraître plusieurs titres dont À tout prix : les prix littéraires au Québec (Éditions Triptyque, 1994).
Récipiendaire du Prix Gaston-Gouin (1980), il reçoit également le Prix de poésie de l'Alliance française d'Ottawa-Hull (1990).
Il est membre de l'Union des écrivaines et des écrivains québécois.

## Thématique et esthétique
Les recueils de poésie de Robert Yergeau sont marqués par l'amour charnel et par la mort. Ses premiers vers dans L'Oralité de l'émeute (1980) s'inspirent du formalisme québécois des années 1970, la froideur du texte dissimulant l'inquiétude du cœur, qui devient plus lyrique dans Présence unanime (1981). Dans « Le poème dans la poésie » (1982), il voit l'écriture portée par l’agir et la matière, définissant le poème comme la « distance égale de la sueur et du rêve ».
Dans le recueil Prière pour un fantôme (1991), Robert Yergeau use des images de dualité et de temporalité tout en privilégiant des sons marquant le rythme et souvent à double sens, par exemple « Puissent les débris échouer sur une plage de l’être / où le sang les sanctifiera »,.
Le recueil de poèmes Les Franco-Ontariens et les Cure-dents est publié en 1993 aux éditions Le Nordir sous le nom de plume Béatrice Braise. Parodie de la poésie franco-ontarienne, ce recueil, qualifié de « salutaire exercice d'hygiène publique » en quatrième de couverture, provoque de vives réactions dans le milieu littéraire franco-ontarien. L'identité réelle de l'auteur, Robert Yergeau, est révélée dans la revue Liaison après son décès en 2011.
Le recueil poétique Une clarté minuscule (2013), posthume, testamentaire et limpide, est marqué par la tristesse, la déception, la douleur et la mort. L'auteur y définit son œuvre comme « des lambeaux de vers mal ficelés dans des paquets d’émotions lâches » et y évoque la chute : « Ne me relevez pas / Laissez-moi face contre ciel / Je m’appuierai sur mon ombre rêvée / Pour dormir à même le jour ». Cette œuvre magnifique place le lecteur dans « une certaine ambivalence : trouver de la beauté et du réconfort dans une parole qui n’en voyait plus».
Spécialiste de la littérature franco-ontarienne, Robert Yergeau considère « [qu'i]l ne faut pas dialectiser l’espace au détriment du temps ou vice versa, ni brandir l’espace comme symbole de résistance contre le temps ». Robert Yergeau renvoie à une poésie décontextualisée, que Margaret Michèle Cook identifie comme la poésie de l'être, par opposition à la poésie du pays. Cette poésie se veut « comme la quête d'un lieu et d'un espace-temps qui transcenderait toute contingence communautaire ou territoriale ».

## Œuvres

### Poésie
- Présence unanime, Ottawa, Éditions de l'Université d'Ottawa, 1981, 65 p.  (ISBN 2-7603-4054-6)
- L'Oralité de l'émeute, avec une préface de Pierre Nepveu, Shebrooke, Éditions Naaman, 1981, 60 p.  (ISBN 2-89040-192-8)
- Déchirure de l'ombre, suivi de, Le Poème dans la poésie, avec trois dessins de Christian Tisari, Montréal, Éditions du Noroît, 1982, 61 p.  (ISBN 2-89018-060-3)
- L'usage du réel, suivi de, Exercices de tir, Montréal, Éditions du Noroît, 1986, 150 p.  (ISBN 2-89018-126-X)
- Le tombeau d'Adélina Albert, Montréal, Éditions du Noroît, 1987, 68 p.  (ISBN 2-89018-142-1)
- Prière pour un fantôme, Montréal, Éditions du Noroît, 1991, 50 p.  (ISBN 2-89018-234-7)
- Une clarté minuscule et autres poèmes, avec trois tableaux de Pierre-Paul Cormier et une préface de Paul Bélanger, Montréal, Éditions du Noroît, Les Heures bleues, 2013, 127 p.  (ISBN 978-289018-822-8)

### Essais
- À tout prix : les prix littéraires au Québec, Montréal, Éditions Triptyique, 1994, 158 p.  (ISBN 2-89031-203-8)
- Art, argent, arrangement : le mécénat d'état, Ottawa, Éditions David, 2004, 631 p.  (ISBN 2-89597-035-1)
- Dictionnaire-album du mécénat d'État, Ottawa, Le Nordir, 2008, 205 p.  (ISBN 978-2-89531-051-8)

## Prix et distinctions
- 1980 - Prix Gaston-Gouin
- 1990 - Prix de poésie de l'Alliance française d'Ottawa-Hull